# Багателька (Лодзинське воєводство)
Багателька (пол. Bagatelka) — село в Польщі, у гміні Сокольники Верушовського повіту Лодзинського воєводства.
У 1975-1998 роках село належало до Каліського воєводства.